# Lajos Abafi
Lajos Abafi ou Ludwig Abafi-Aigner est un éditeur, un libraire, un traducteur, un historien et un entomologiste amateur germano-hongrois, né le 11 février 1840 à Nagyjécsa, comitat de Torontál, Transylvanie et mort le 19 juin 1909 à Budapest.

## Biographie
Sa famille, d’origine allemande, s’installe à Pozsony (aujourd’hui Bratislava) en 1858. Là, il apprend le hongrois. Sa famille se déplace à nouveau et s’installe à Pest en 1863. Ludwig part compléter ses études à Cologne et à Stuttgart. Il s’intéresse beaucoup aux papillons. Il fonde une librairie très populaire. En 1870, il devient franc-maçon. Il travaillera, durant douze ans, à une histoire de la franc-maçonnerie. Il traduit alors son prénom Ludwig en son équivalent hongrois, Lajos, et adopte son nom de plume : Abafi. Son entreprise connaît un déclin durant les années 1880, ce qui le conduit à la fermer. À partir de 1890, il se consacre presque entièrement à l’entomologie. Il fait paraître ses observations dans la revue du muséum de Budapest, Természetrajzi Füzetek et participe à la rédaction de Fauna Regni Hungariae (ou catalogue de la faune hongroise). Son livre, Magyarország lepkéi (papillons de Hongrie), de 1907, est extrêmement populaire et influencera plusieurs générations d’entomologistes de son pays.

## Liste partielle des publications
- A magyar népdalról (Pest, 1872)
- Mikes Kelemen (Pest, 1872)
- Feszler Ignác Aurél (1878)
- Geschichte der Freimaurerei in Oesterreich-Ungarn, 5 vol. (Budapest, 1890–1899)
- A szabadkőművesség története Magyarországon (Budapest, 1900)
- Az olaszországi magyar légió történetéhez
- Magyarország lepkéi (Budapest, 1907)